# Holovonones
Genre
Synonymes
- Disvonones Goodnight & Goodnight, 1944
- Tecavonones Goodnight & Goodnight, 1944

Holovonones est un genre d'opilions laniatores de la famille des Cosmetidae.

## Distribution
Les espèces de ce genre se rencontrent en Amérique centrale et au Mexique.

## Liste des espèces
Selon World Catalogue of Opiliones (25/07/2021) :
- Holovonones compressus (Pickard-Cambridge, 1904)
- Holovonones pilosus (Goodnight & Goodnight, 1977)

## Publication originale
- Roewer, 1912 : « Die Familie der Cosmetiden der Opiliones-Laniatores. » Archiv für Naturgeschichte, vol. 78, no 10, p. 1–122 (texte intégral).